# مذبحة سيفيرين
مذبحة سيفيرين كانت مذبحة 22 أكتوبر 1992 التي راح ضحيتها 16 مواطن بوسني في صربيا من قرية سيفيرين كانوا قد اختطفوا من حافلة في قرية ميوتشي بالبوسنة والهرسك. تم نقل المختطفين إلى فندق فيلين فلاس في فيزيغراد حيث تعرضوا للتعذيب قبل نقلهم إلى نهر درينا وإعدامهم. أعضاء وحدة شبه عسكرية صربية بقيادة ميلان لوكيتش أدينوا بارتكاب الجريمة في عام 2002.

## الخلفية
في صباح يوم 22 أكتوبر 1992 أوقف أربعة أعضاء من وحدة المنتقمون شبه العسكرية بقيادة ميلان لوكيتش حافلة متجهة من رودو بالبوسنة والهرسك إلى بريبوي في منطقة سنجق في صربيا في قرية ميوتشي البوسنية. الأعضاء الآخرون في المجموعة هم أوليفر كرسمانوفيتش ودراغوتين دراغيسيفيتش وجورجي سيفيتش.
نُقل 16 من ركاب البوشناق من سيفيرين - 15 رجل وامرأة واحدة جميعهم من مواطني يوغوسلافيا والصرب - من الحافلة وأجبروا على ركوب شاحنة. تم نقلهم إلى فيزيغراد في شرق البوسنة والهرسك التي كانت تحت سيطرة جيش جمهورية صرب البوسنة. على طول الطريق أُجبر السجناء على غناء الأغاني القومية الصربية. توقفت الشاحنة في فندق فيلينا فلاس في فيزيغراد. تعرض الرهائن للضرب المبرح والتعذيب داخل الفندق ثم اقتيدوا إلى حافة نهر درينا حيث تم إعدامهم.
الضحايا هم محمد سيبو وظافر حاجيتش وميدو حاجيتش وميديدين حاجيتش ورامز بيغوفيتش ودرويش سوفتيتش ومدحت سوفتيتش ومويو علي حاجيتش وعلي ماندال وسعيد بيتشيكوزا ومصطفي بايراموفيتش وهجر الدين سايتاريفيتش وأسعد جيهيتش ورمح الدين تشاتوفيتش وإدريس غيبوفيتش وميفليدا كولوجيتش. لم يتم العثور على جثثهم بعد.

## التحقيق
أفاد الفيلم الوثائقي التحقيقي «الاختطاف» للمخرج إيفان ماركوف الذي أنتجه فيران ماتيتش لقناة بي 92 في عام 2002 عن فشل الحكومتين اليوغوسلافية والصربية في التحقيق في الجريمة وتحديد مصير المختطفين وحماية سكان سيفيرين الآخرين المذعورين.
زار الوزير الاتحادي اليوغوسلافي لحقوق الإنسان والأقليات مومسيلو غروباتش المنطقة بعد يومين من الاختطاف. ودعا العضو المحلي في البرلمان الاتحادي زوران سيركوفيتش غروباتش إلى الاحتجاج على وجه السرعة لدى رادوفان كاراديتش والمطالبة بتسليم الجناة. أكد سيركوفيتش وهو صربي أن المختطفين هم مواطنون عاديون وليسوا جنود أو متطرفين أو مجاهدين أو أعضاء في وحدات القبعات الخضراء البوسنية بل مجرد سكان محليين.
حضر أيضا راتكو ملاديتش وزير الدفاع بجمهورية صرب البوسنة. وقال إنه لا يعرف شيئا عن الاختطاف وقد جاء ليرى ما يجري ويقول إن جيش جمهورية صرب البوسنة لا علاقة له به وسيبذل كل ما في وسعه للمساعدة في تحديد مكان المختطفين. تعرض السكان المحليون لمزيد من التخويف من قبل ميلان لوكيتش. رفض الرئيس الصربي سلوبودان ميلوسيفيتش استقبال أقارب المفقودين بينما لم تتوصل اللجنة الحكومية الخاصة التي شكلها الرئيس اليوغوسلافي دوبريكا كوسيتش إلى أي نتائج أخرى. فر البوشناق الباقون من سكان سيفيرين إلى بريبوي. بعد أربعة أيام من الاختطاف عندما أوقفت الشرطة الصربية ميلان لوكيتش يقود سيارته عبر سيفيرين حيث قدم لوكيتش بطاقة هوية ورخصة قيادة مزورة صادرة عن شرطة فيزيغراد.
عثرت الشرطة في السيارة على أسلحة وذخائر. واتُهم لوكيتش ودراغيتشيفيتش بحيازة أسلحة بشكل غير قانوني وتزوير وثائق شخصية. بعد زيارة للمنطقة قام بها رادميلو بوغدانوفيتش رئيس لجنة الدفاع والأمن في غرفة المواطنين في البرلمان اليوغوسلافي وهو شخصية مؤثرة في دوائر الشرطة الصربية تم الإفراج عن لوكيتش ودراغيتشيفيتش من الحجز على أساس افتقارها للشفافية. اعتقلت الشرطة الصربية ميلان لوكيتش مرتين أخريين في عام 1993 للاشتباه في قيامه بقتل أحد سكان فيزيغراد في الأراضي الصربية وفي عام 1994 عندما كان يشتبه في أنه قائد المجموعة التي اختطفت عدة ركاب من تدريب في شتربتشي. في كل مرة توقف التحقيق وأفرج عن لوكيتش.

## الملاحقة القضائية

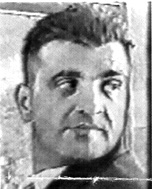
ميلان لوكيتش.

في 23 أكتوبر 2002 بعد سقوط ميلوسيفيتش أصدر مكتب المدعي العام في بلغراد لوائح اتهام ضد ميلان لوكيتش ودراغوتين دراغيتشيفيتش وأوليفر كرسمانوفيتش وجورجي سيفيتش وخمسة أشخاص آخرين. أثبتت حماية الشهود إشكالية في المحاكمة.
في 29 سبتمبر 2003 أُدين دراغوتين دراغيتشيفيتش وأوليفر كرسمانوفيتش وميلان لوكيتش بتهمة تعذيب وقتل المختطفين وحُكم عليهم بالسجن لمدة 20 عام (وغيابيا الأخيرين) بينما حُكم على أورشيفيتش بالسجن 15 عام. كانت هذه الإدانات هي الأولى بعد تعيين البرلمان الصربي لمدعي عام خاص بجرائم الحرب.
أحد التفسيرات المقترحة لعملية الاختطاف هو أن المخطوفين خُطفوا من أجل تبادلهم مقابل 28 جندي ومدني صربي تم أسرهم قبل أيام من قبل الجيش البوسني. وبعد رفض التبادل قُتل المختطفون. وهناك سبب آخر يتمثل في ترهيب البوشناق في السنجق كجزء من خطة لتنفيذ تطهير عرقي للمنطقة الحدودية المتاخمة لجمهورية صرب البوسنة.

## التطورات الأخيرة
في 22 أكتوبر 2008 في الذكرى السنوية السادسة عشرة لعمليات الاختطاف والقتل دعا مركز القانون الإنساني في بلغراد الحكومة الصربية إلى التحقيق والتعرف على المكان الذي تم إخفاء رفات القتلة الـ16 من البوسنيين. وأشار مركز القانون الإنساني إلى أن «صربيا لا تشارك في إحياء ذكرى يوم مقتل البوشناق من سيفيرين كما أنها غير مستعدة لمنح عائلات الضحايا تعويضات مالية عن معاناتهم».
في 2 أبريل 2009 رفضت المحكمة البلدية الأولى في بلغراد دعوى قضائية رفعها المجلس الأعلى للإصلاح ضد جمهورية صربيا نيابة عن 25 من أفراد أسر الضحايا الذين يطالبون بالتعويض. على الرغم من أن الضحايا كانوا من مواطني صربيا فإن التشريع الصربي بشأن تعويضات الدولة لأفراد أسر ضحايا الحرب المدنيين يحرم عائلاتهم من أي دعم مادي لأن الدولة لا تعتبر أفراد أسر الضحايا ضحايا حرب (على عكس مواطني صربيا الآخرين الذي فقد أفراد أسرته المقربين أثناء الحرب).
في 20 يوليو 2009 أدانت المحكمة الجنائية الدولية ليوغوسلافيا السابقة ميلان لوكيتش بارتكاب جرائم ضد الإنسانية وانتهاكات لعادات الحرب في بلدية فيزيغراد في البوسنة والهرسك في الفترة من مايو 1992 إلى أكتوبر 1994. وُصفت جرائم لوكيتش بأنها من بين أخطر الجرائم التي عُرضت على المحكمة وهو الشخص الثاني الذي حكمت عليه المحكمة بالسجن مدى الحياة. ولاحظت المحكمة الابتدائية للمحكمة الجنائية الدولية ليوغوسلافيا السابقة أن اثنتين من الجرائم التي أدين بارتكابها وهما حريق شارع بيونيرسكا وحريق بيكافاتش «تجسدان أسوأ الأعمال الوحشية التي قد يرتكبها شخص ضد الآخرين» ويجب أن تكون «في مرتبة عالية» في «التاريخ الطويل والحزين والبائس لقسوة الإنسان على الإنسان».
لا يزال التساؤل مستمر عما إذا كانت وحدة لوكيتش تعمل كقوات شبه عسكرية أم أنها كانت في الواقع جزء من لواء فيزيغراد التابع لجيش جمهورية صرب البوسنة. أوليفر كرسمانوفيتش أحد شركاء ميلان لوكيتش الذي أدانته محكمة منطقة بلغراد عاش هارب من العدالة لسنوات حتى تم الإبلاغ عن اعتقاله في مايو 2011. لم يتم العثور على جثث الضحايا بعد.

## الأهمية المعاصرة
لا تزال مذبحة سيفيرين قضية حية في صربيا. يُنظر إلى فشل الدولة الصربية في حقبة ما بعد ميلوسوفيتش في حل قضايا حقوق الإنسان المرتبطة بالمذبحة على أنه رمز للوضع الإشكالي للأقليات القومية في صربيا.
في تقريرها عن انتخابات عام 2007 "تقرير عن وضع الأقليات القومية في الحملة الانتخابية البرلمانية لعام 2007" تشير مبادرة الشباب من أجل حقوق الإنسان وهي منظمة دولية لحقوق الإنسان إلى أن وضع الأقليات القومية في صربيا تحدده الجرائم وجو من الخوف الذي ساد البلاد في التسعينيات".
خلال حقبة ميلوسوفيتش ارتكبت جرائم خطيرة ضد الأقليات ليس فقط في البلدان المجاورة ولكن أيضا في صربيا نفسها. وقد تم ارتكاب أخطرها في السنجق ضد أفراد الأقلية البوسنية وفي فويفودينا وضد الكروات وضد الألبان في جنوب صربيا. خلال التسعينيات قامت السلطات الصربية ومختلف الجماعات المسلحة بقتل واضطهاد وتعذيب البوشناق من السنجق وكانت إحدى النتائج انخفاض حاد في عدد البوشناق في السنجق.
حدد التقرير مذبحة سيفيرين باعتبارها واحدة من أخطر الجرائم التي ارتكبت في السنجق في إشارة إلى منشورات مركز القانون الإنساني ولجنة سنجق لحقوق الإنسان ومبادرة الشباب لحقوق الإنسان لمزيد من المعلومات.
مضى يقول إنه «لم يتم التحقيق بشكل كامل في جريمة جماعية واحدة ارتكبت في صربيا في التسعينيات ولم تتم مقاضاة المسؤولين عنها وإنزال العقوبة المناسبة بهم. وقد تم الانتهاء من إجراءات المحكمة في قضية سيفيرين حيث كان أربعة من الجناة حُكم عليه بالذنب وحكم عليه بالسجن لمدد طويلة. ومع ذلك لم تفعل صربيا شيئا لمساعدة الضحايا وعائلاتهم أو للاعتراف بمسؤولية الدولة عن تصرفات كبار مسؤولي الدولة في الماضي. وهذا يؤدي إلى حد كبير إلى انعدام ثقة الأقليات وانعدام الثقة في الدولة الصربية».